# Kaiserpokal 1966
Der Kaiserpokal 1966 war die 46. Austragung des Kaiserpokals, des höchsten japanischen Fußballpokalwettbewerbs. Sieger des Wettbewerbs waren die Waseda-Universität.

## Ergebnisse

### Viertelfinale
|                             | Ergebnis |                                |
| --------------------------- | -------- | ------------------------------ |
| Toyo Industries             | 3:1      | Kwansei-Gakuin-Universität     |
| Furukawa Electric           | 2:0      | Chūō-Universität               |
| Yawata Steel                | 2:0      | Pädagogische Universität Tokio |
| Mitsubishi Heavy Industries | 1:3      | Waseda-Universität             |

### Halbfinale
|                 | Ergebnis |                    |
| --------------- | -------- | ------------------ |
| Toyo Industries | 1:0      | Furukawa Electric  |
| Yawata Steel    | 1:2      | Waseda-Universität |

### Finale
|                 | Ergebnis |                    |
| --------------- | -------- | ------------------ |
| Toyo Industries | 2:3      | Waseda-Universität |